# Anna Avakjanová
Anna Avakjanová (* 18. listopadu 1989, Chomutov) je česká modelka a účastnice mnoha soutěží krásy.

## Život
Anna Avakjanová pochází z města Jirkov ležícím na západě Ústeckého kraje. Již v mateřské škole se začala věnovat zpěvu, kdy zpívala v místním sboru Jiřičky a poté i dva roky na základní umělecké škole jako sólistka. Základní školu navštěvovala také v Jirkově a v roce 2005 začala studovat na čtyřletém gymnáziu v Kadani. V roce 2009 se na maturitním plese stala královnou plesu. O rok později začala studovat na Vysoké škole obchodní v Praze obor Služby letecké dopravy v cestovním ruchu (vystudovala s akademickým titulem inženýr). V roce 2013 uvedla, že ji láká profese dispečera. Po neúspěšném boji o titul české Miss 2013 ji postihl skandál, kdy ji údajně osahával rozvádějící se herec a moderátor Libor Bouček. V říjnu 2020 začala pracovat pro společnost Premier Air, s.r.o. a v červenci 2021 procházela pilotním výcvikem. 

### Osobní život
V roce 2013 uvedla, že mezi její největší koníčky patří zpěv, tanec, lyžování a in-line bruslení. V dětství se také osm let věnovala hře na klavír, pět let hře na kytaru a dva roky hře na elektrickou kytaru. Po devět let byla také kapitánkou týmu mažoretek. Ovládá angličtinu, ruštinu a umí částečně francouzštinu a španělštinu. Řídí se heslem: „Žij život naplno každý den.“

## Soutěže Miss
Anna Avakjanová se účastnila několika soutěží krásy. Na většině z nich se umístila na předních pozicích, například na:
- Česká Miss 2011 – semifinalistka
- Miss Face 2011 – finalistka
- iMiss 2011 – iMiss Press[6]
- Miss Praha Open 2011 – finalistka (vítězka Tereza Chlebovská)[7]
- Česká Miss 2013 – finalistka[8]
- Supermiss 2014 – finalistka[9]